# Peridroma costalis
Peridroma costalis là một loài bướm đêm trong họ Noctuidae.